# Oriol Paulí
Oriol Paulí Fornells (Gerona, España, 20 de mayo de 1994) es un jugador de baloncesto español. Juega de escolta y su actual equipo es el Hiopos Lleida de la liga ACB de España. Además es internacional absoluto con la selección española.
Su padre Joan Paulí fue también jugador de baloncesto, y al igual que su hijo, fue entrenado por Aito García Reneses, cuando coincidieron en el Círcol Catòlic de Badalona.

## Trayectoria deportiva

### Inicios
El jugador nació en la localidad catalana de Gerona, donde se inició en el baloncesto hasta la categoría de Minibasket. En el año 2006 entraría a formar parte de las categorías inferiores del FC Barcelona, equipo que le ha visto crecer hasta convertirse en una de las perlas de la cantera española.
Este dato le convierte en el jugador de formación que más años ha pasado en La Masía en cualquiera de las disciplinas deportivas. Paulí es un escolta de gran envergadura merced a sus 2,01 metros de altura. Altura que le hace también desempeñar las funciones de alero sin ningún problema.
En la temporada 2012/13 Oriol Paulí debutó con el filial del FC Barcelona en la LEB Oro. Ese curso disputaría un total de 26 partidos en los que promediaría 5,1 puntos y 2,8 rebotes en 17:50 minutos de media. La siguiente temporada su participación aumentaría, yéndose hasta los 9,8 puntos, 4,6 rebotes, 1 asistencia y 1 robo en 23:58 minutos.

### ACB

#### Club Baloncesto Gran Canaria
En 2014 el Club Baloncesto Gran Canaria llegó a un acuerdo con el FC Barcelona, para fichar al canterano azulgrana por las próximas cuatro temporadas y el FC Barcelona mantiene sus derechos durante la primera.
El 5 de octubre de 2014 debuta oficialmente en Liga ACB disputando 1 minuto frente al  Real Madrid C.F  en el Palacio de Deportes de la Comunidad de Madrid. Dsputa la final de la Eurocup, su primera como profesional frente al Khimki de Moscú, siendo esta la primera final en la historia del CB Gran Canaria, finalmente deben conformarse con el subcampeonato. Termina su primera temporada en el conjunto amarillo promediando 3 puntos por partido, destacando sus actuaciones frente al Valencia Basket y C.B. Sevilla, en los que obtuvo 13 y 14 de valoración respectivamente.
En su segunda temporada bajo la dirección de Aíto García Reneses vuelve a competir tanto en ACB como en Eurocup. En la 4.ª jornada de la ACB disputa su mejor partido de la temporada en el Buesa Arena, logrando anotar 7 puntos y colocar 2 tapones al Baskonia. En la visita al MHP Riesen Ludwigsburg, Oriol cuaja la que hasta el momento ha sido su mejor actuación en Eurocup con 16 de valoración. Alcanza su segunda final como profesional, esta vez de Copa del Rey en la que son derrotados por un ajustado 85-81 frente al Real Madrid C.F En la Eurocup 2015-16 se quedan a las puertas de la final tras perder en semifinales contra el Galatasaray S.K en un ajustado partido que se decidió en la prórroga.
Comienza la temporada con Luis Casimiro como nuevo entrenador del equipo, consiguiendo ganar su primer título oficial, la Supercopa de España tras vencer por 79-59 al F.C Barcelona. Logra su tope anotador en Eurocup, con sus 12 puntos frente al MZT Skopje, campeón de Macedonia.
Sus habilidades atléticas le han permitido estar más de una jornada en el Top 7 KIA de mejores jugadas, coronándose como número 1 en varias ocasiones, una de ellas realizando un mate a dos manos por encima del pívot Ioannis Bourousis, y la otra tras coger el alley-oop de su compañero Albert Oliver desde el centro del campo y machacar de espaldas.

#### Bàsquet Club Andorra
En julio de 2020, se convierte en jugador del Bàsquet Club Andorra de la liga ACB, para las próximas tres temporadas. Tras finalizar la segunda de ellas, club y jugador llegaron a un acuerdo para rescindir el tercer año de contrato.

#### Fútbol Club Barcelona
El 1 de agosto de 2022 se hace oficial su fichaje por el Fútbol Club Barcelona para las siguientes dos temporadas. Su debut ACB se produjo ante uno de sus ex-equipos, el Gran Canaria, apenas jugando 5 segundos en una derrota.
Su primer partido en la Euroliga 2023-24, fue frente al Panathinaikos B. C., anotando 12 puntos en 20 minutos, siendo uno de los máximos anotadores del Barça en la victoria por 80-72.

### Selección nacional
Como internacional, en 2012 disputó el Europeo U18 anotando 9,2 puntos y capturando 2,9 rebotes de media en un torneo que acabó con la selección española en el quinto puesto. El verano siguiente formó parte del combinado nacional que participó en el Mundial U19 de Praga, competición que España volvió a finalizar en quinta plaza. Paulí aportó 4,2 puntos y 1,3 rebotes siendo uno de los jugadores con más minutos y confianza del equipo.
En 2014 se colgaba la plata en el Europeo U20 tras caer en la final con Turquía. Paulí fue el mejor jugador español en ese último partido, acabando con 17 puntos, 5 robos y 4 rebotes. En toda la competición promedió 4,7 puntos, 2,4 rebotes y 1,4 asistencias, además de protagonizar un gran alley-oop sobre la bocina para meter en la final a su equipo.
Debuta en partido oficial con la selección absoluta el 26 de noviembre de 2017, ante Eslovenia, con victoria de España por 92 a 84. En 21 m 44 segundos de juego anota 7 puntos (10 de valoración ).

## Palmarés

### Selección nacional
Participaciones en Eurobasket
| Edición                  | Sede   | Resultado |
| ------------------------ | ------ | --------- |
| Eurobasket Sub-20 (2014) | Grecia | Plata     |

### Campeonatos nacionales
| Título              | Club              | País   | Año  |
| ------------------- | ----------------- | ------ | ---- |
| Supercopa de España | C.B. Gran Canaria | España | 2016 |
| Liga ACB            | F.C. Barcelona    | España | 2023 |